# Romain Wattel
Romain Wattel (Montpellier, 10 januari 1991)  is een golfer uit Frankrijk.

## Amateur
In september 2010 was Wattel in Straatsburg de vijfde amateur golfer die een toernooi op de Europese Challenge Tour won. Twee weken eerder had Andreas Hartø als vierde amateur het Allianz Open de Strasbourg op de Challenge Tour gewonnen. Eind oktober speelde Wattel nog de Eisenhower Trophy, waarna hij professional werd.

### Gewonnen
- 2008: Coupe Frayssineau-Mouchy
- 2009: Argentine Amateur, Junior Orange Bowl Championship na play-off tegen Argentijn Emiliano Grillo, French Open Boys Championship
- 2010: Scottish Open Amateur Stroke Play Championship, Coupe Frayssineau-Mouchy (CT)

### Teams
- Bonallack Trophy: 2010 (in team, maar toernooi werd geannuleerd)
- St Andrews Trophy: 2010 (winnaars)
- Eisenhower Trophy: 2010 (winnaars)

## Professional
November 2010 werd Wattel professional. Het winnen van het Allianz Open de Strasbourg in Straatsburg gaf hem, mits hij professional werd, recht om in 2011 op de Challenge Tour te spelen. Toch speelde hij diezelfde maand Stage 2 van de Tourschool om zich eventueel voor de Europese PGA Tour te kwalificeren, hetgeen lukte. Eind 2012 probeert hij zich te kwalificeren voor de Amerikaanse PGA Tour. Bij Stage 1 van de Tourschool werd hij 4de. 

### Gewonnen

#### Challenge Tour
| Jaar | Toernooi                                     | Baan                      | Score                | Runner(s)-up                            |
| ---- | -------------------------------------------- | ------------------------- | -------------------- | --------------------------------------- |
| 2010 | 2de Allianz EurOpen Strasbourg (als amateur) | Golf Club de la Wantzenau | 67–69–68–67=271= -17 | Ryan Blaum, Lorenzo Gagli, Steven Tiley |

#### Europese Tour
- 2017: KLM Open